# Хошеутовский хурул
Хошеу́товский хуру́л (также храм Победы, Первый Большой хурул, Калмыцкий хурул 1818 года, Большой Тюменевский хурул) — буддийский храм в стиле русского классицизма, располагающийся в селе Речное Харабалинского района Астраханской области и построенный в 1814—1817 годах в честь победы в Отечественной войне 1812 года по инициативе Серебджаба Тюменя, оплатившего часть расходов на строительство хурула. Во времена Российской империи в хуруле праздновались все религиозные праздники. В 1920-х годах, после образования Советского Союза, хурул был закрыт. В ходе депортации калмыков в 1944 году территория, на которой находится хурул, была передана из состава Калмыцкой АССР в Астраханскую область. После восстановления Калмыцкой АССР в 1957 году и возвращения в неё калмыки заявляли о необходимости возвращения хурула в Калмыкию ввиду его символического значения для народа. В 1960-х годах главное здание монастыря было частично разобрано. В 1967 году Хошеутовский хурул получил статус памятника истории и культуры и был принят под охрану государства. В 2009―2014 годах велась реставрация хурула, которую Эльза Бакаева и Баатр Мошулдаев, исследователи в области истории и архитектуры, посчитали некачественной. Хошеутовский хурул является единственным частично сохранившимся до наших дней калмыцким хурулом, построенным в дореволюционное время. Храм часто посещают паломники и туристы из Калмыкии.
Архитектурный стиль хурула является комбинацией русского классицизма и традиционного калмыцкого стиля. Основное здание состоит из молельни с алтарём и главной башни. Изначально у храма также были две крытые галереи с колоннадами, построенные по образцу Казанского собора и утраченные в 1960-х годах. В главной башне сохранились остатки росписей, изображавших монахов и буддийских мифических существ, утраченные во время реставрации. Хурул повлиял на калмыцкое народное зодчество, архитектор Виктор Варганик-Вальдовский использовал применённые в архитектуре Хошеутовского хурула решения в собственных проектах.

## Название
Хошеутовский хурул получил название по Хошеутовскому улусу, на территории которого был построен. В литературе название «Хошеутовский хурул» закрепилось за главным храмом монастыря, однако изначально оно относилось ко всему монастырскому комплексу, а главное здание именовалось Первым Большим хурулом. В реестре объектов культурного наследия России храм имеет название «Калмыцкий хурул 1818 года». А. П. Исакаева также указывает, что хурул называется Большим Тюменевским хурулом. 

## История

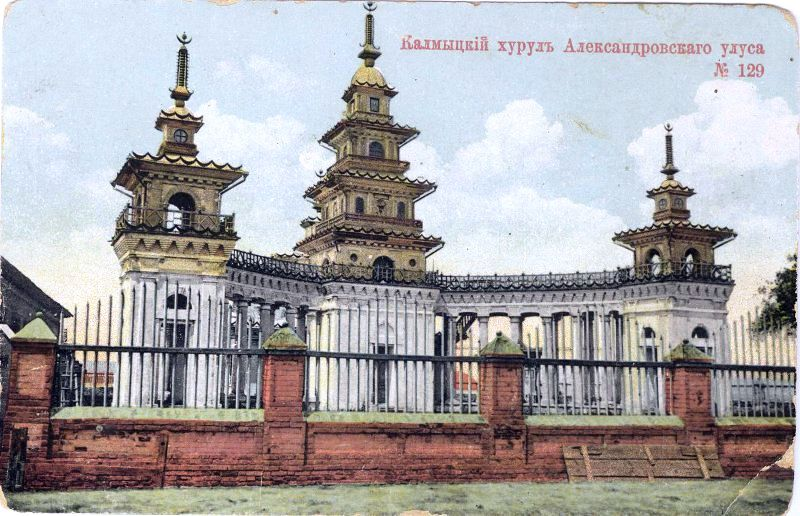
Хошеутовский хурул, литография неизвестного автора 1840-х годов

### В Российской империи
Ранее на месте Хошеутовского хурула стоял деревянный храм, в котором состоялось богослужение в честь Второго калмыцкого полка, участвовавшего в Отечественной войне 1812 года и заграничных походах российской армии. В деревянном храме также хранилось знамя полка. Строительство Хошеутовского хурула инициировал нойон Хошеутовского улуса, герой Отечественной войны 1812 года подполковник Серебджаб Тюмень, который хотел построить мемориальный комплекс в память участвовавших в войне калмыков. Консультантом Тюменя стал монах Гаван Чомбе (Джимба). Строительство Хошеутовского хурула по проекту Батур-Убуши Тюменя началось в 1814 году на месте старого буддийского храма и завершилось в 1817 году (согласно Виктору Джанджиеву и Арслангу Санджиеву, строительство велось в 1813―1817 годах). Хошеутовский хурул был возведён на средства Серебджаба Тюменя и добровольные пожертвования местного населения. Существует миф, что при строительстве храма жители села принесли в жертву семилетнего мальчика для успешного строительства храма, замуровав его в одной из стен здания.
Устав об управлении калмыцким народом от 1847 года относил Хошеутовский хурул к «большим монастырям». В 1866 (или 1867) году была произведена реконструкция хурула, в ходе которой круглые окна малой башни заменили на ниши с иконами, изображавших Будд. В октябре 1829 года хурул посетил Александр фон Гумбольдт, одним из первых описавший храм, в 1836 году — Иван Бларамберг, в ноябре 1838 года — братья Чернецовы, нарисовавшие интерьер и экстерьер храма, 17—18 октября 1858 года в Хошеутовском хуруле побывал Александр Дюма, гостивший в то время у Серебджаба Тюменя, в 1900 году на богослужении в хуруле находился Василий Немирович-Данченко. Иродион Житецкий назвал хурул «самым изящным зданием во всей степи калмыцкой». По сообщениям Алексея Позднеева, в хуруле хранилось 80 рисованных полотен, 27 бурханов, различные музыкальные инструменты, несколько десятков тысяч рукописных книг, а также боевые знамёна калмыков, на одном из которых был изображён всадник на белом коне Дайчин-Тенгри (в стиле Палдэн Лхамо). В храме проводились все крупные религиозные праздники, и он стал центром празднования трёхсотлетия вхождения Калмыкии в состав России. В 1907 году в Хошеутовском хуруле прошла реставрация. При хуруле существовало училище. В библиотеке Хошеутовского хурула до XX века находились рукописи на ойратском языке, часть из которых сохранилась в семейных коллекциях.

### В Советском Союзе
В 1920-х годах Хошеутовский хурул был закрыт. В 30-х годах XX века главное здание использовалось в как клуб, в 1950-х годах было переоборудовано под зернохранилище. После начала депортации калмыков в 1944 году территория, на которой стоит Хошеутовский хурул, была передана в состав Астраханской области. После восстановления Калмыцкой АССР в 1957 году и возвращения калмыков в родные места с их стороны делались заявления о необходимости возвращения хурула в состав Калмыкии, учитывая его историческое и культурное значение для калмыцкого народа. В 1967 году хурул получил статус памятника истории и культуры и был принят под охрану государства. Однако в 1960-х годах жители Речного разобрали кирпичные галереи и малые башни здания для постройки колхозного коровника, а верхний деревянный ярус центральной башни был разрушен. Власти пытались несколько раз восстановить хурул, в некоторых случаях выделяя средства на реставрацию, но деньги шли на восстановление памятников архитектуры в Астрахани.

### В Российской Федерации

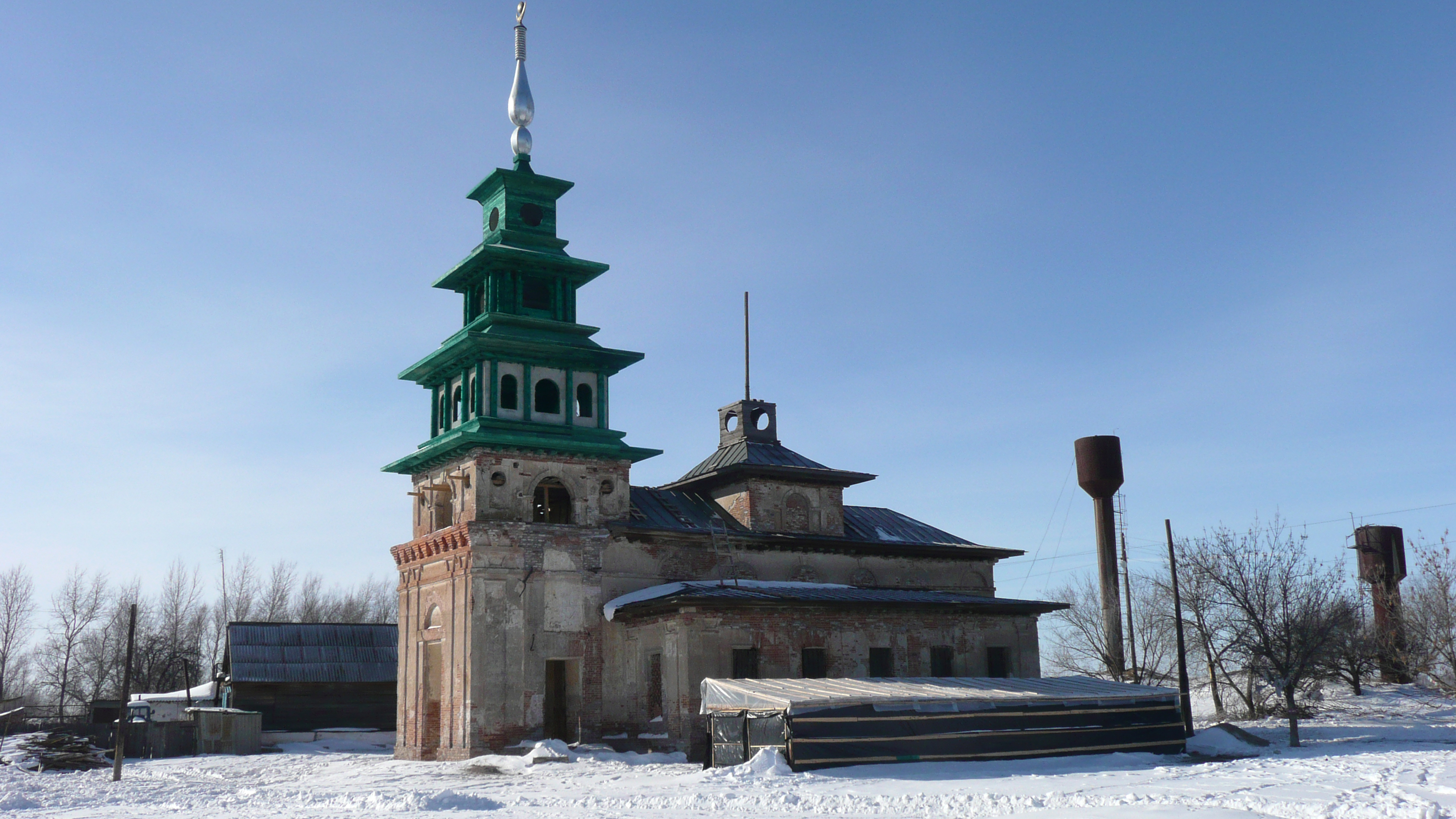
Начало реставрационных работ в хуруле, 2010

Реставрационные работы в хуруле под руководством астраханского музея-заповедника и местного краеведческого сообщества начались в 1991 году и продолжались до 2014 года. В 1995 году руководство музея-заповедника предложило открыть в восстановленном хуруле музей истории буддизма и национальных меньшинств области и разработало проект экспозиций музея. В 1996 году было создано Астраханское отделение Международной Лиги защиты культуры, в которое вошли астраханские краеведы, буддистские и члены Общества национальной калмыцкой культуры.
В августе 2004 года был создан совет по реставрации Хошеутовского хурула, однако вторая попытка восстановления хурула была предпринята только в 2009 году; работы должны были продлиться до 2012 года. При посещении хурула в 2011 году Эльза Бакаева и Баатр Мошулдаев отметили, что строители использовали методы, противоречащие принципам научной реставрации. Так, в отделке здания были применены современные материалы, а остатки оригинальных росписей вместо закрепления были удалены со стен. Пропорции заново выстроенной главной башни были нарушены из-за замены деревянных верхних ярусов на новые: ширина новых ярусов заужена, карнизы излишне вынесены. Бакаева и Мошулдаев считают, что из-за этого храм утратил величественный вид, присущий ему ранее. Если башни до реставрации завершались стилизованными фигурами ступ, то новые их версии больше напоминают кегли, были утрачены купола фигур, что недопустимо для научной реставрации ввиду большого значения ступы для калмыков как религиозного символа. Одним из декоративных элементов хурула были волюты, снесённые в процессе восстановления, что также исказило образ памятника. Нарушены пропорции и декора карнизов (поддерживающих консолей и цепочек «волн», чьё количество было сокращено вследствие заужения новых ярусов). Сами работы также проведены некачественно: не скрыты болты, сцепляющие между собой декоративные элементы. Окна выполнены по современной технологии с применением профилей из поливинилхлорида. В ходе реставрации ниши в малой башне хурула, в которых хранились иконы с изображениями Будд, были заменены на круглые окна, присутствовавшие в облике храма изначально, но не соответствовавшие буддийским канонам. Во время проведения работ хурул был полностью выкрашен в белый цвет, что также не соответствует исторической действительности: до XX века нижние ярусы Хошеутовского хурула были выкрашены в белый цвет, верхние — в бледно-жёлтый. Возможно, такие нарушения объясняются использованием в проекте реставрации отретушированных исторических фотографий.
По состоянию на 2014 год основные реставрационные работы были закончены, сам хурул был передан во владение местной буддийской общины, занимающейся восстановлением храмовых росписей. Хошеутовский хурул является старейшим буддийским храмом Европы, единственным частично сохранившимся в XXI веке дореволюционным калмыцким культовым сооружением, объектом культурного наследия России и одним из основных храмов буддийской общины Астраханской области. Алтынганым Карабаева и Александр Мармилов предлагают включить хурул в разработанный ими велотуристический маршрут по Астраханской области. Хурул часто посещают паломники и туристы из Калмыкии.

## Архитектура

### Общие сведения

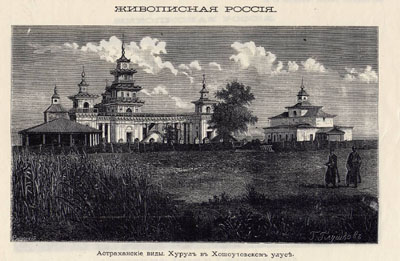
Литография хурула, конец XIX — начало XX века

Архитектура хурула соединяет в себе черты русского классицизма и традиционного калмыцкого стиля. Основой композиции хурула стал план Казанского собора в Санкт-Петербурге; при этом храмовый ансамбль напоминает тамгу хошутов в форме стрелы и лука, также изображённую на кирпичах, из которых был построен хурул. Структура Казанского собора была выбрана Батур-Убаши Тюменем из-за того, что это здание было достроено в то время, когда он находился в Санкт-Петербурге по случаю празднования победы над Наполеоном. При этом Тюмень вместе с монахом Гаваном Джимбой переработали композицию собора в направлении большего соответствия буддийским канонам. Колоннады, построенные по подобию аналогичных в Казанском соборе, были украшены буддийским декором. Изначально хурул включал в себя основное здание — сюмэ, две часовни — цаца (мани (часовню с молитвенным барабаном кюрдэ) и придворную часовню нойона), построенные в монголо-тибетском и русском стилях, брусчатую ограду, несколько бытовых построек, ступы и жилища служителей. По мнению А. П. Исакаевой, архитектурная композиция хурула стала симбиозом буддийской и православной архитектур. В дореволюционное время рядом с Хошеутовским хурулом располагались кочевые храмы Декшидын и Манлан, прибывшие в местность около современного храма в 1811 году из Джунгарии. На литографии неизвестного художника от 1868 года показано, что для обоих кочевых хурулов были построены каменные сюмэ, располагавшиеся слева и справа от основного здания.
Ансамбль хурула симметричен ― на центральной оси находятся молельня и центральная башня, галереи располагались по обеим сторонам от оси. По состоянию на начало XXI века из монастырского комплекса остались только молельня и центральная башня, отходившие от неё галереи были также утрачены. Главный фасад хурула направлен на восток, алтарный фасад ― на запад, в сторону Волги. Здание построено так, потому что, согласно одному из канонов буддизма, на западе располагается Сукхавати, один из символов Амитабхи. Композиционную схему хурула использовал архитектор Виктор Варганик-Вальдовский при строительстве храма в урочище Кицен-Булук в 1903 году; в 1909 году он также применил элементы конструкции Хошеутовского хурула в чайном павильоне в Калмыцком Базаре. Архитектура хурула повлияла и на калмыцкое народное зодчество. Хурул декорирован изображениями солнца и луны, связанными с представлениями калмыков о движении небесных тел.

### Архитектура главного сюмэ

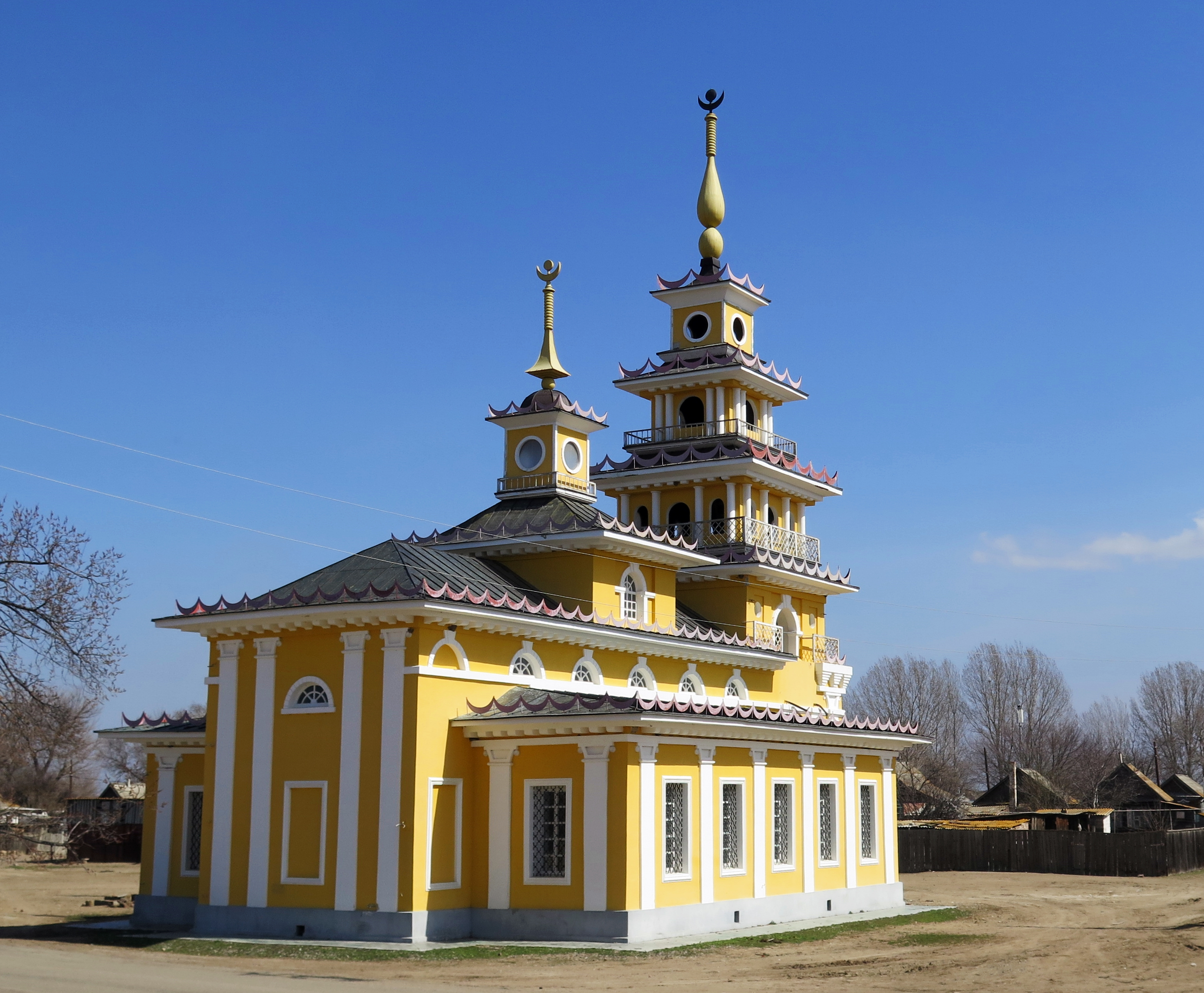
Вид на хурул со стороны Волги

Иван Борисенко и Баатр Мошулдаев условно разделяют главное здание хурула на четыре части: молельню, центральную башню и две полукруглые галереи, которые заканчивались малыми башнями. Молельня представляет собой трёхнефную двусветную (то есть имеющую два ряда окон) базилику, построенную из красного обожжённого кирпича. Высота центрального нефа составляет примерно шесть метров, сам неф завершается расположенным за аркой алтарём, над которым устроен цилиндрический свод, перпендикулярный центральному. Стены главного нефа поддерживаются шестью арками, через которые есть проход в боковые нефы, освещённые семью окнами. Центральный неф освещается полукруглыми окнами и окнами двухъярусной башни, находящейся посередине здания. Молельня была отделена от центральной башни хурула двумя парами дверей, образовавших тамбур. Первая пара утрачена, сохранились кованые стержни, на которые навешивались двери. Аналогичные двери были установлены на входе в центральную башню. В глубине двухъярусной башни находилась позолоченная статуя Будды. Полы хурула были выложены деревянными досками.
Высота центральной башни составляет 16 метров. Она состоит из пяти ярусов, два из которых выложены из кирпича. Интерьер нижнего яруса, высотой около шести метров и прямоугольного в плане, выполнен в форме цилиндра с четырьмя полукруглыми нишами между дверными проёмами, вероятно, чтобы распределять потоки людей, входивших в хурул через главный и боковые входы. Сам образ интерьера был заимствован из формы традиционного калмыцкого жилища ― юрты. Второй ярус также имел своё предназначение, которое Иван Борисенко и Баатр Мошулдаев не смогли определить. Скорее всего, чтобы на него попасть, монахи использовали лестницы в ныне утраченных галереях. В отличие от первого и второго ярусов, между всеми последующими нет перекрытий, и они представляют собой единое пространство, освещённое солнцем в трёх уровнях.
Галереи состояли из 16 колонн, расположенных в два ряда, каждая из них отходила полукругом от основного здания. Колонны были выполнены из кирпича с базами и капителями из белого камня. Полы галерей были выложены из бутового камня на известковом растворе. На площадки сверху галерей, огороженные балюстрадой, можно было подняться по лестницам. На конце обеих галерей находились малые башни, в которых монахи созывали верующих на службу либо молились Будде. Башни имели три яруса и были отштукатурены раствором извести.
Декоративная отделка храма выполнена в классическом стиле. Верхние ярусы башни богато украшены лопатками, стены молельни и нижних ярусов отделаны пилястрами в строгом стиле. Здание отличается большим выносом карнизов; по их периметру были установлены декоративные элементы в форме полумесяцев, направленных «рогами» вверх (утрачены в советское время). Завершения башен были выполнены в форме стилизованных ступ, что, вероятно, было сделано по аналогии с церковными куполами. Возможно, данный приём был использован впервые, и его повторили другие буддийские храмы. Изначально храм был выкрашен в жёлтый цвет, крыша — в зелёный. В 1927 году в хуруле прошёл ремонт, и храм выкрасили в белый цвет, а кровлю покрыли железными листами. Стены молельни были покрыты голубой краской, арки ― цветами четырёх будд (жёлтым, красным, зелёным и синим). На стенах молельни висели матерчатые иконы-дарциги, алтарь был украшен культовыми буддийскими атрибутами (тканями и серебряными лилиями), на самом алтаре было установлено позолоченное металлическое скульптурное изображение Цонкапы.
По состоянию на 1989 год, в главной башне сохранились фрагментированные росписи, техника исполнения которых близка к технике дарцигов. Росписи были нанесены на голубом фоне в четырёх нишах первого яруса. Роспись над входом в молельню изображает пять человеческих фигур, окантованных растительным орнаментом. Три фигуры (по центру) сидят, а две крайних ― стоят (при этом правая крайняя фигура не сохранилась). В центре, скорее всего, был изображён белобородый человек в синих одеждах, справа от него ― человек в бордовых одеждах, вероятно, женщина, слева от центральной фигуры был нарисован человек средних лет в жёлтой одежде, расписанной драконами или змеями, на груди у человека нарисовано лицо смерти, на голове — традиционный головной убор. На коленях фигуры находится свиток, возможно, карта либо план здания. Светлана Батырева предполагает, что это портрет одного из братьев Тюменей. Крайняя левая фигура показывает монаха в танцующей позе, носящего длинную просторную одежду коричневого цвета и держащего в правой руке какой-то предмет, напоминающий мяч; по сведениям Светланы Батыревой, предмет является круглым зеркальцем. Иван Борисенко и Баатр Мошулдаев ввиду особой выразительности лица монаха предполагают, что рисунок был написан с живого человека. На плече фигуры изображена мифическая лягушка с тремя парами ног и четырьмя парами глаз, расположенных на спине; согласно калмыцкой космогонии, эта лягушка, также известная как «золотая лягушка» (калм. алтн меклә), держит землю. Ниже композиции из пяти фигур нарисован человек, летящий на гаруде. Над юго-западной нишей сохранилось изображение журавля. На втором ярусе башни присутствуют фрагменты росписей, по которым невозможно установить их сюжеты. Возможно, подобные росписи присутствовали и на стенах малых башен. В хуруле также имелись сцены из жизни Цонкапы, изображения фигур с повязками через плечо и рисунок со львами, но они не сохранились. Росписи были созданы руками местных художников. Светлана Батырева отмечает фольклорный и лубочный характер росписей, в которых отсутствуют традиционные изображения будд и бодхисаттв, что может быть объяснено системой добуддийских воззрений в Калмыкии в XVIII—XIX веках, сложившейся вследствие изоляции региона от Тибета. Несмотря на религиозные мотивы, изображения были выполнены с уклоном в реализм. Росписи были уничтожены в ходе реставрации хурула.

## В культуре
Хошеутовский хурул вместе со ставкой Тюменевых присутствует на рисунках братьев Чернецовых, изображающих пейзажи Астраханской губернии. Хурулу также посвящён документальный фильм телекомпании «Лотос», рассказывающий о сохранении храма.

### Комментарии
1. ↑  Сюмэ — четырёхугольный монастырь в тибетском буддизме[30].
2. ↑  Декоративные элементы установили снова в процессе реставрации, однако были нарушены их пропорции[40].